# Xinyan (köpinghuvudort i Kina, Hubei Sheng, lat 30,71, long 113,51)
Xinyan (kinesiska: 新堰, 新堰镇) är en köpinghuvudort i Kina. Den ligger i provinsen Hubei, i den centrala delen av landet, omkring 75 kilometer väster om provinshuvudstaden Wuhan. Antalet invånare är 32 455. Befolkningen består av 15 262 kvinnor och 17 193 män. Barn under 15 år utgör 16,0 %, vuxna 15-64 år 73 %, och äldre över 65 år 10,0 %.
Runt Xinyan är det tätbefolkat, med 683 invånare per kvadratkilometer. Närmaste större samhälle är Fenshui, 19,2 km sydost om Xinyan. Trakten runt Xinyan består till största delen av jordbruksmark.
Genomsnittlig årsnederbörd är 1 441 millimeter. Den regnigaste månaden är juli, med i genomsnitt 203 mm nederbörd, och den torraste är december, med 19 mm nederbörd.